# Flugplatz Múlakot

i8
i11
i13
Der private Flugplatz Múlakot (ICAO-Code: BIMK) liegt im Süden von Island in der Gemeinde Rangárþing eystra.
In dem Gebiet lagen bis 1948 Flächen der staatlichen Forstwirtschaft (isländisch Skógræktin).
Danach erkundeten  isländische Privat- und Verkehrspiloten östlich von Hella mögliche Landeplätze und markierten sie mit Windsäcken.
Dabei war auch eine Wiese des Hofes Múlakot.

Dieser Flugplatz wurde lange Zeit auch für Krankentransportflüge genutzt.
Ein Bauer des Hofes hatte sowohl einen Pilotenschein als auch ein Flugzeug.
Er erneuerte ab 1960 den Flugplatz und baute ihn mit einem Hangar aus.
Er wurde zur beliebten Start- und Landebahn für Privatpiloten. Der Flugplatz Múlakot liegt etwa 18 km östlich des Ortes Hvolsvöllur direkt südlich des Fljótshlíðarvegurs  und nördlich des Flusses Markarfljót.
Er hat eine Landebahn 11/29 mit 799 × 39 m mit Grasoberfläche.